# Rihards Zariņš

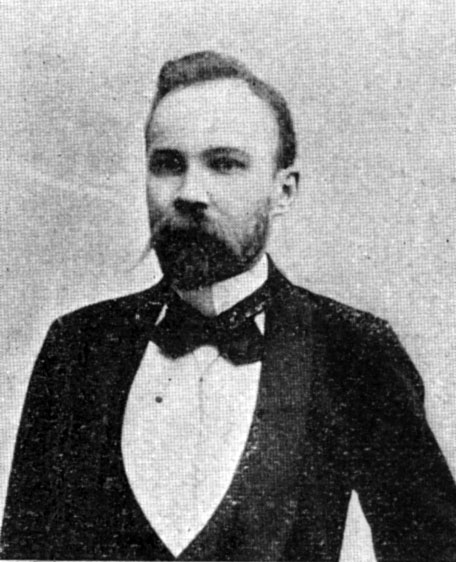
Rihards Zariņš (um 1902)

Rihards Kārlis Valdemārs Zariņš, eingedeutscht Richard Sarrinsch, russisch Ри́хард Ге́рманович За́риньш (geboren am 27. Juni 1869 in Ķieģeļu, Kreis Valmiera, Gouvernement Livland, Russisches Kaiserreich; gestorben am 21. April 1939 in Riga) war ein lettischer Grafiker, Erforscher der lettischen Volkskunst und Hochschullehrer. Er gestaltete neben dem Wappen Lettlands eine Vielzahl von Exlibris und Buchillustrationen. Seine Gebrauchsgrafik umfasst Briefmarken, Banknoten und Münzen für das russische Kaiserreich, die Weißrussische Volksrepublik, Lettland und die Sowjetunion.

## Werdegang

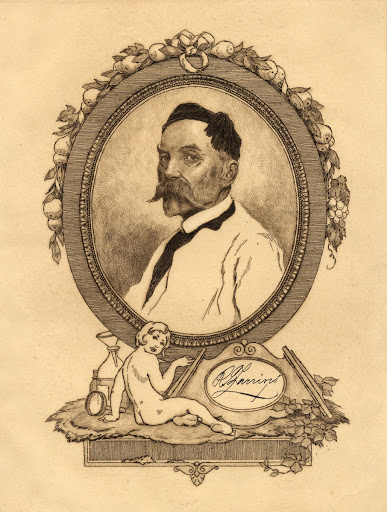
Selbstporträt (1936), Lettisches Nationalmuseum

Rihards Zariņš’ Vater war Leiter der Ziegelei in Ķieģeļu; seine Mutter war eine Deutsche, so dass in der Familie auch deutsch gesprochen wurde. Als Rihards noch ein Kleinkind war, wurde der Vater leitender Angestellter der Papierfabrik in Līgatne, wohin er seine Familie mitnahm. 1877 zog die Familie erneut um, nach Griva, heute ein Stadtteil von Daugavpils. Durch den Schuldirektor lernte Rihard den deutsch-baltischen Architekten und Kunsthistoriker Wilhelm Neumann kennen, der seit 1878 Stadtbaumeister von Daugavpils war und Rihard den ersten Unterricht im Zeichnen und der Kunsttheorie erteilte. 1886 schloss Rihards seine Schulausbildung mit Auszeichnung ab und zog im folgenden Jahr zu den Brüdern seiner Mutter nach Sankt Petersburg, wo er ein Studium an der Kaiserlichen Kunstakademie aufnahm. 1888 ging er nach bestandener Aufnahmeprüfung an die von Baron Alexander von Stieglitz gegründete Petersburger Zeichenschule, die Zentral-Schule für Technisches Zeichnen.
Während seines Studiums widmete sich Zariņš zunächst dem Holzschnitt. Wie sein Lehrer Wassili Wassiljewitsch Maté wandte er sich jedoch bald den Radierungen zu. Mit einigen Kommilitonen gehörte Zariņš um 1890 zu den Begründern der Künstlergruppe Rūķis.
1895 graduierte Zariņš mit Auszeichnung und erhielt ein Auslandsstipendium, das ihm bis 1899 Studienreisen ermöglichte. Dabei erhielt er Unterricht in Gravur und Lithografie in den Werkstätten einer Reihe von Künstlern, so in Berlin bei Alexander Zick, in München bei Rudolf von Seitz an der Akademie der Bildenden Künste und bei Maximilian Dasio und in Wien im Atelier von William Unger an der Kunstgewerbeschule des K. K. Österreichischen Museums für Kunst und Industrie. 1899 besuchte er Paris und Rom.
Nach seiner Rückkehr nach Sankt Petersburg im Jahr 1899 arbeitete Zariņš zunächst als Künstler in der Kaiserlichen Staatsdruckerei für Wertpapiere in Petersburg. Dort stieg er 1912 zum künstlerischen Leiter auf, womit ihm die Verantwortung für die Gestaltung und Qualität der russischen Briefmarken und Banknoten übertragen wurde. 1919 kehrte er in das gerade unabhängig gewordene Lettland zurück und wurde im folgenden Jahr zum Leiter der Staatsdruckerei berufen. Dieses Amt übte er bis zu seiner Pensionierung 1934 aus. 1921 wurde Zariņš Leiter der Meisterklasse für Grafik an der neu gegründeten Kunstakademie Lettlands. Bis 1932 lehrte er auch lettische Ethnografie, 1934 wurde er zum Professor ernannt und übte seine Lehrtätigkeit bis 1938 aus.

## Grafisches Werk

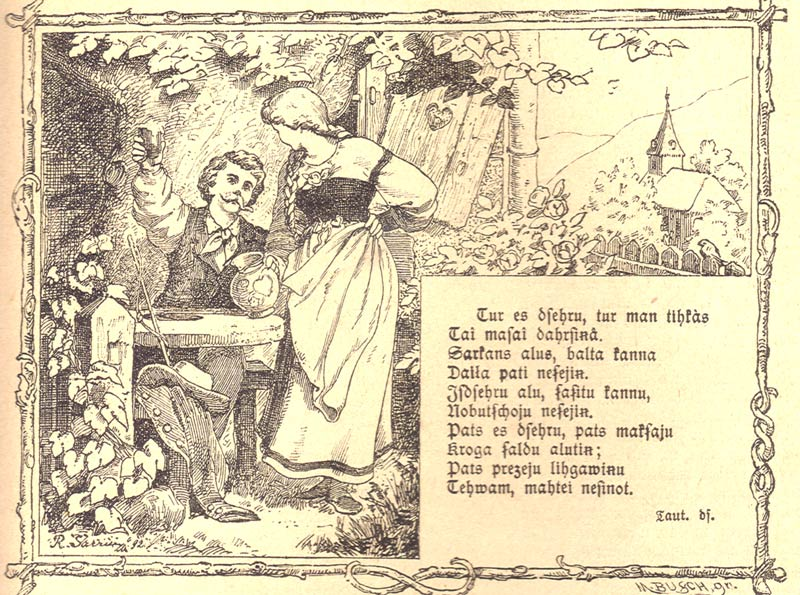
Illustration für die Zeitschrift Austrums (1892)

Großes Staatswappen Lettlands (1921)

Zariņš’ trat erstmals Anfang der 1890er Jahre öffentlich in Erscheinung. Noch während er an der Zeichenschule studierte, wurden einige seiner Arbeiten in der gerade von Jēkabs Dravnieks übernommenen und nach Lettland geholten Kulturzeitschrift Austrums (deutsch: Der Osten) abgedruckt.
Zariņš’ künstlerisches Werk war stark von seinem Interesse an der deutschen Romantik und an der lettischen Volkskunst geprägt. Seine Arbeiten zeigen neben überlieferten lettischen Ornamenten häufig Elemente des Jugendstils, insbesondere bei der aufwendigen Gestaltung der Rahmen. Im Übrigen galt Zariņš im Vergleich zu zeitgenössischen Künstlerkollegen als konservativ und verzichtete auf abstrakte moderne Elemente.
Er fertigte Radierungen, zum Beispiel Dzejnieka kaps (deutsch: Das Grab des Dichters), Lithografien, Reklameplakate, Buchillustrationen, Karikaturen und Aquarelle. Ein künstlerisches Hauptwerk Zariņš’ ist Ko Latvijas meži šalc (deutsch: Das Rauschen des lettischen Waldes), ein von 1908 bis 1911 angefertigter Zyklus von Radierungen nach lettischen Märchen und Legenden, in deren Mittelpunkt der mythologische Held Kurbads steht.
Als Herausgeber und Karikaturist trug Zariņš mit Jānis Roberts Tillbergs in den 1920er Jahren zu der in Riga erscheinenden satirischen Wochenzeitung Svari (deutsch: Waage) bei.
Zariņš entwarf 1918 nach einer Vorlage von Vilhelms Krūmiņš das Wappen Lettlands, das 1921 angenommen wurde und bis zur sowjetischen Besetzung 1940 gültig war. Nach dem Untergang der Sowjetunion wurde dieses Wappen am 27. Februar 1990 wieder eingesetzt.

Grafiken von Rihard Zariņš
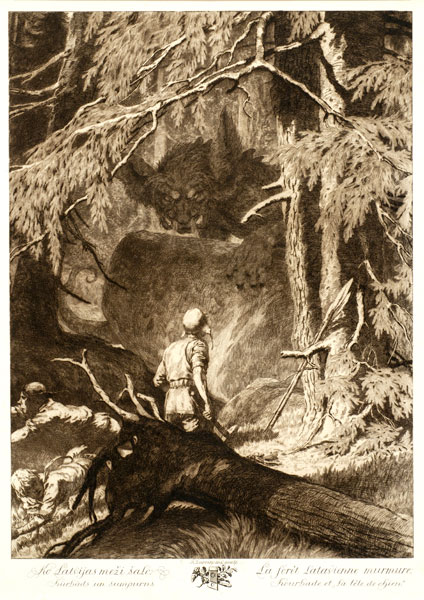
Der Held Kurbads erblickt ein Monster (um 1910)
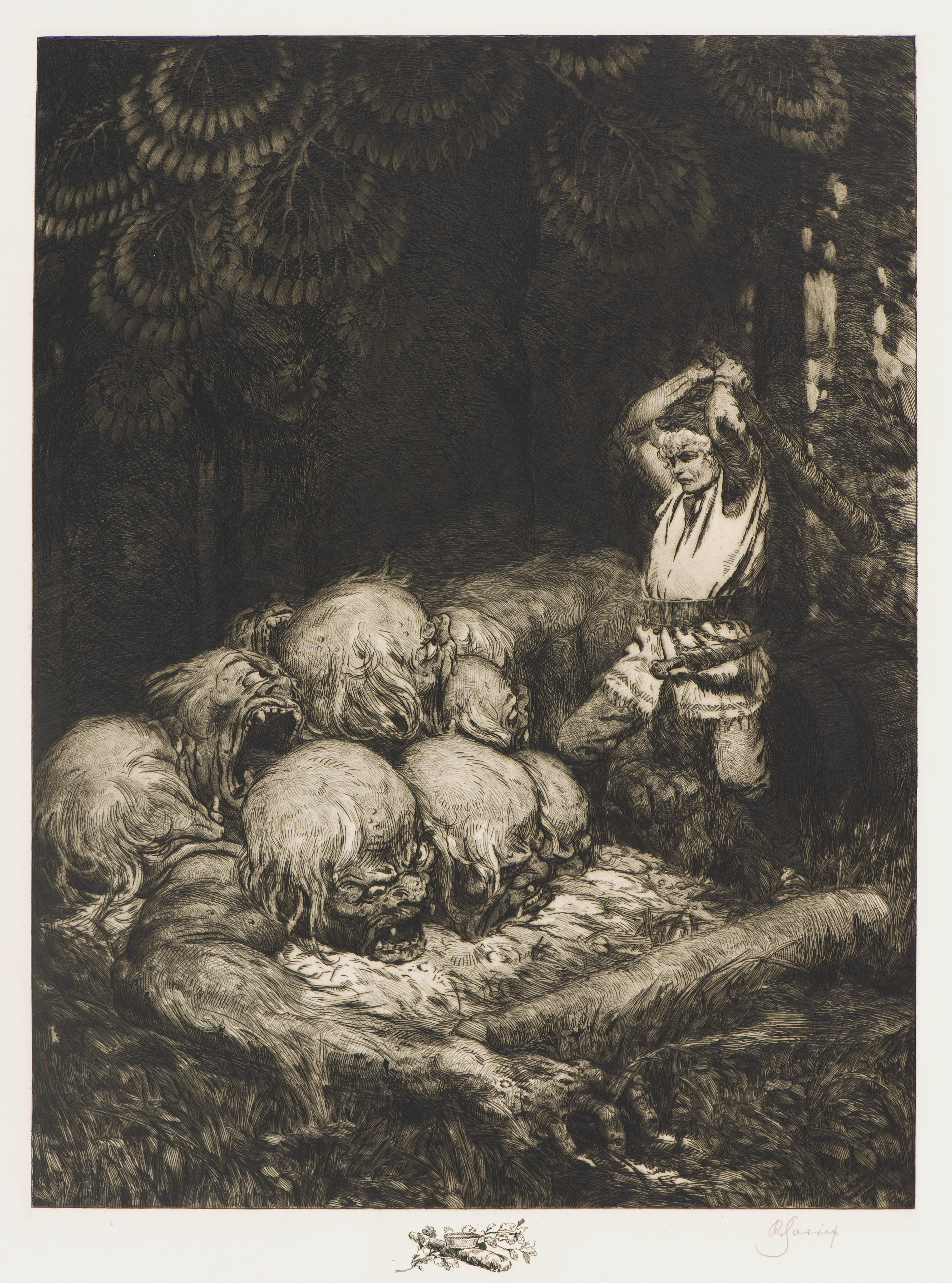
Der Held Kurbads und der neunköpfige Teufel (um 1910)
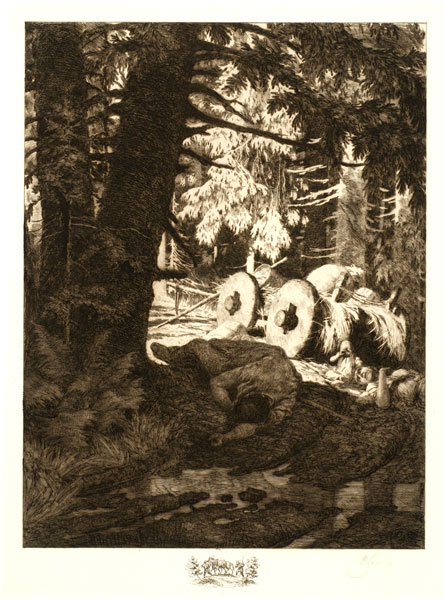
Unruhige Nacht aus dem Zyklus Das Rauschen der lettischen Wälder (um 1910)
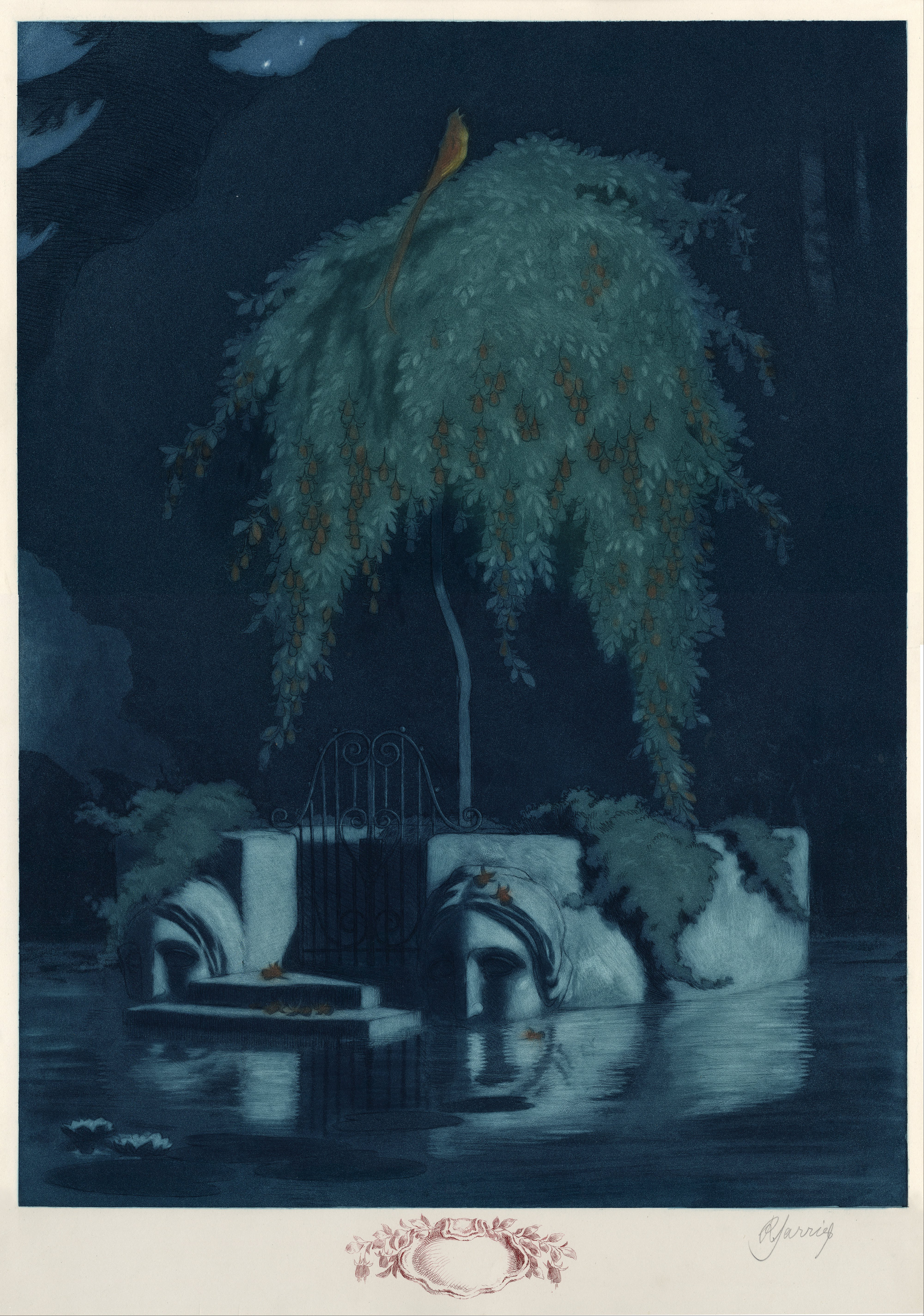
Das Grab des Dichters, kolorierte Radierung (1913)
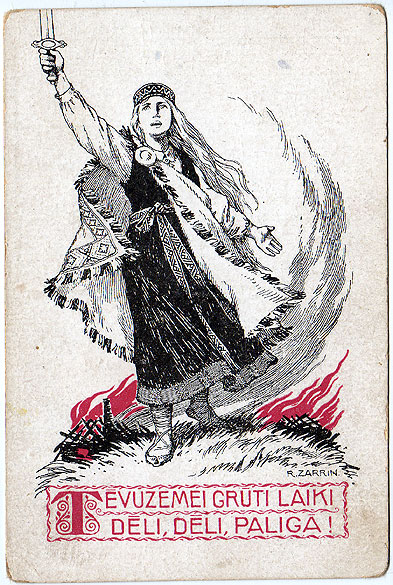
Propaganda-Postkarte: „Das Vaterland in Not. Söhne, Söhne, helft!“ (1916)
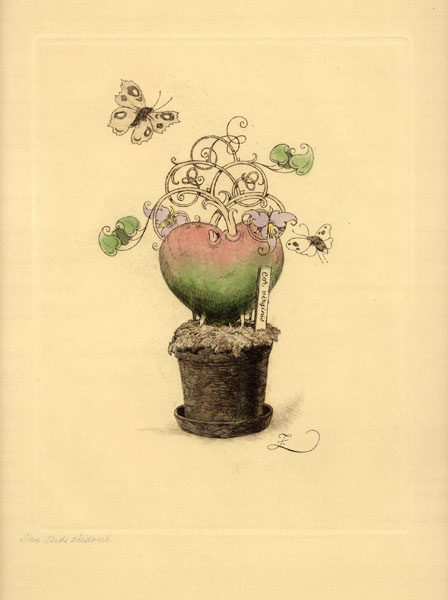
Blatt aus dem Zyklus Sirds temperamenti (um 1929)

### Exlibris
Die Gestaltung von Exlibris hat in den baltischen Staaten eine lange Tradition. Nach seinem ersten Exlibris, das er 1897 für seine Ehefrau Eva anfertigte, schuf Rihards Zariņš 75 weitere für sich selbst, Familienangehörige, für Zelma Brauere und für Vertreter der lettischen Kunst und Kultur wie die Maler Janis Rozentāls und Vilhelms Purvītis, den Bildhauer Gustavs Šķilters, den Schriftsteller Andrievs Niedra, den Komponisten Jāzeps Vītols, den Archäologen und Numismatiker Eugen Pridik und den Enzyklopädisten Jēkabs Dravnieks. Die meisten dieser Arbeiten sind Zinkographien. Als besonders selten gelten drei Exlibris, die Zariņš 1905 und 1918 für den internen Gebrauch in der russischen Staatsdruckerei entworfen hat.

Exlibris von Rihard Zariņš
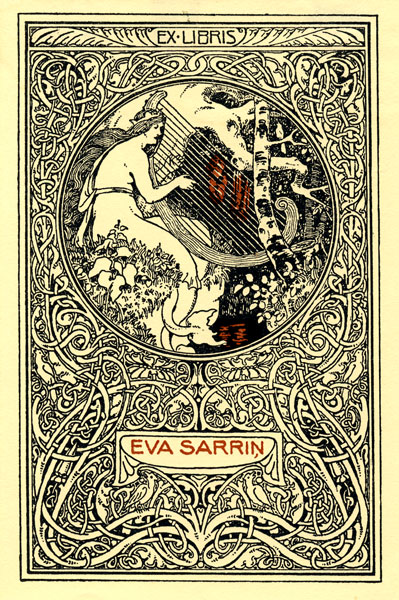
Eva Zariņa, Ehefrau (1898)
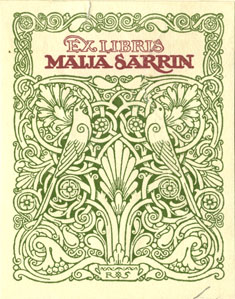
Maija Zariņa, Tochter (1900)
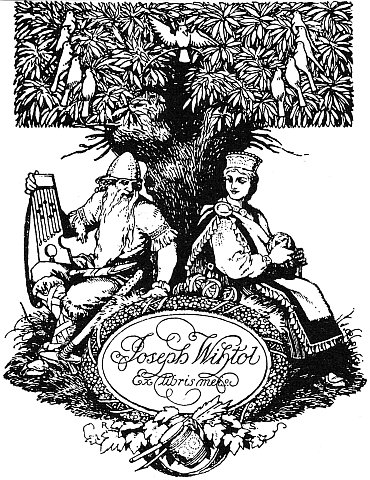
Jāzeps Vītols (1904)
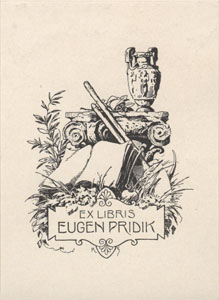
Eugen Pridik (1905)
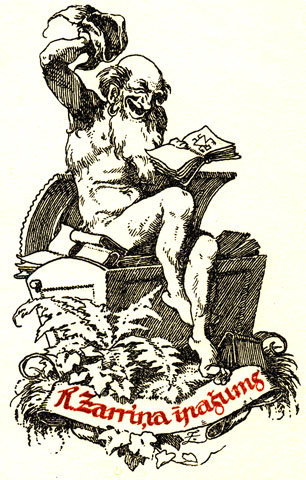
Eigenes Exlibris (1922)
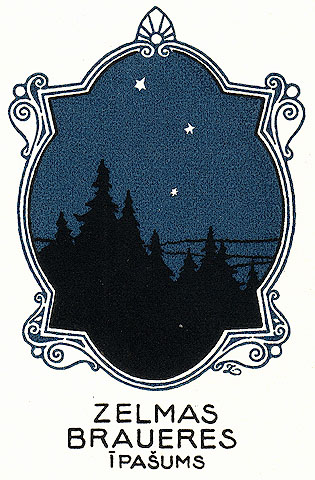
Zelma Brauere (1928)
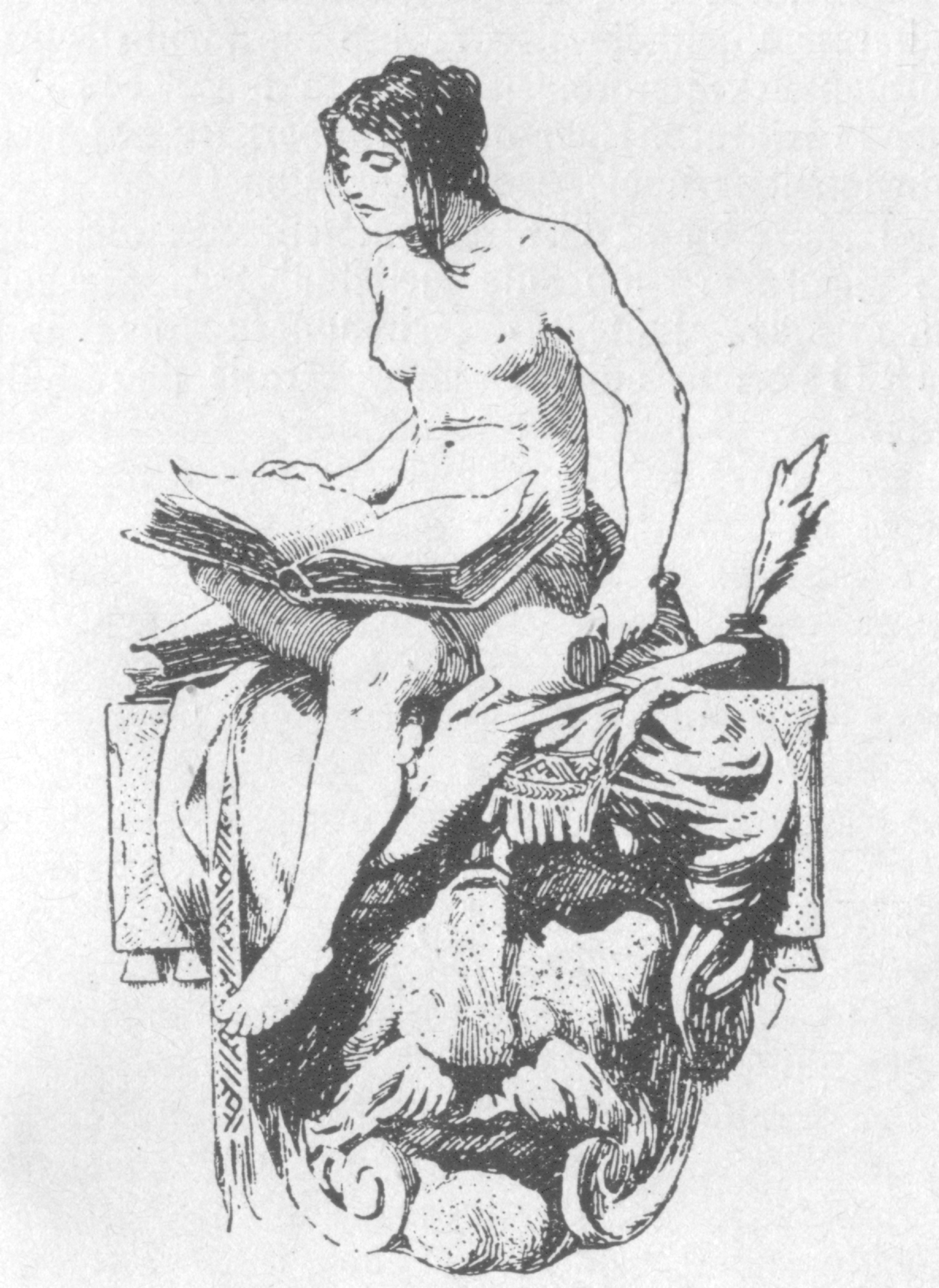
G. Škiltera

### Briefmarken

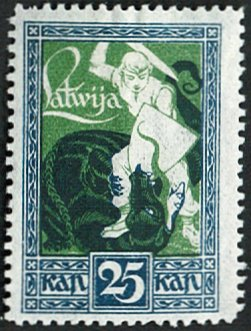
Lettland, Sondermarke zu 25 Kopeken anlässlich der Befreiung Kurlands (1919)

Seit 1905 erschienen im russischen Kaiserreich von Zariņš entworfene Briefmarken, beginnend mit den halbamtlichen Spendenmarken zu 5, 7 und 10 Kopeken zugunsten der Waisen von Soldaten. 1906 gab die russische Post mit den Freimarken zu 5 Rubel und 10 Rubel die ersten von Zariņš entworfenen Briefmarken im engeren Sinn heraus, sie zeigten das Staatswappen in einem dekorativen Rahmen. Für die 1913 erschienene Serie von Briefmarken zum 300. Jubiläum der Zarendynastie Romanow gestaltete er die Werte zu 2, 3, 10 und 20 Kopeken und zu 5 Rubel. Seine halbamtliche Spendenmarke für die Waisenkinder der im Russisch-Japanischen Krieg gefallenen Soldaten aus dem Jahr 1914, mit dem Bild des heiligen Georg, wurde 2001 von russischen Philatelisten zur besten Briefmarke des 20. Jahrhunderts gewählt.
Von zeitgeschichtlicher Bedeutung ist Zariņš Entwurf für die ersten Briefmarken der Sowjetunion mit dem Titel Hand mit dem Schwert, das die Kette bricht oder Befreites Russland. Zariņš war der Gewinner eines Gestaltungswettbewerbs für Briefmarken, der von der Provisorischen Regierung unter Alexander Kerenski ausgeschrieben worden war. Sein erster Entwurf zeigt bereits eine Hand, die ein Schwert und einen Olivenzweig hält und von einem Band mit der Aufschrift „Lang lebe die Freiheit“ umwunden ist. Die Zeitumstände verhinderten die Ausgabe; Zariņš’ Entwurf wurde erst mit den am 7. November 1918 zum ersten Jahrestag der Oktoberrevolution offiziell in den Verkauf gegebenen Briefmarken zu 35 und 70 Kopeken in stark überarbeiteter Form verwirklicht.
Zariņš hat entgegen den Angaben in der älteren philatelistischen Literatur nicht den Entwurf für die 1920 ausgegebenen Briefmarken der weißrussischen Truppen unter Stanislau Bulak-Balachowitsch angefertigt.
Für Lettland fertigte Zariņš 28 Entwürfe von Briefmarken an. Unter Berücksichtigung der unterschiedlichen Wertstufen mit identischen Motiven war er der Gestalter von 82 lettischen Briefmarkenausgaben.

Briefmarkenentwürfe von Rihards Zariņš
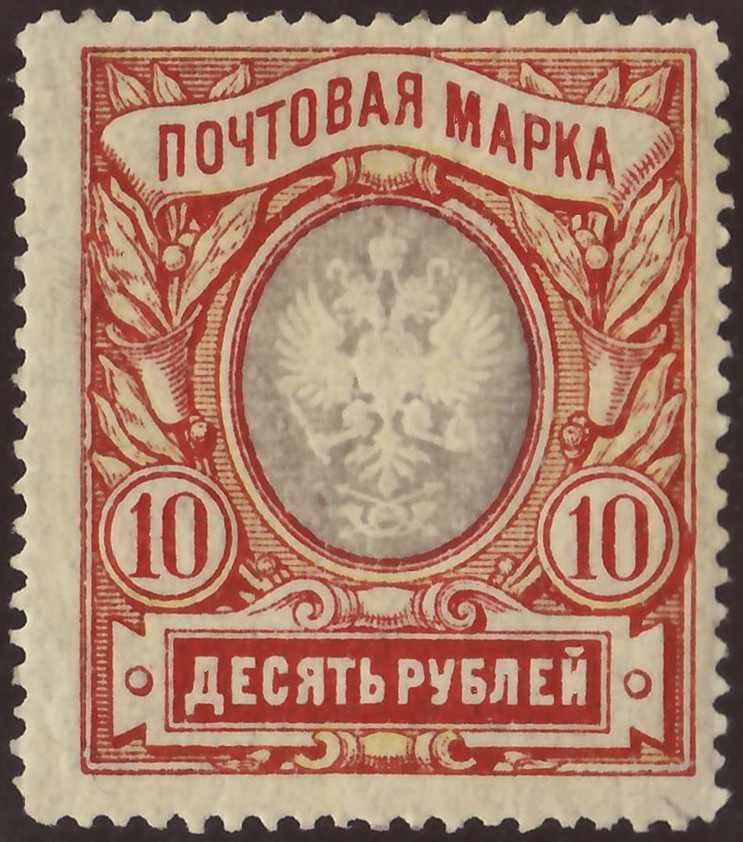
Russisches Kaiserreich, Freimarke zu 10 Rubel (1906)
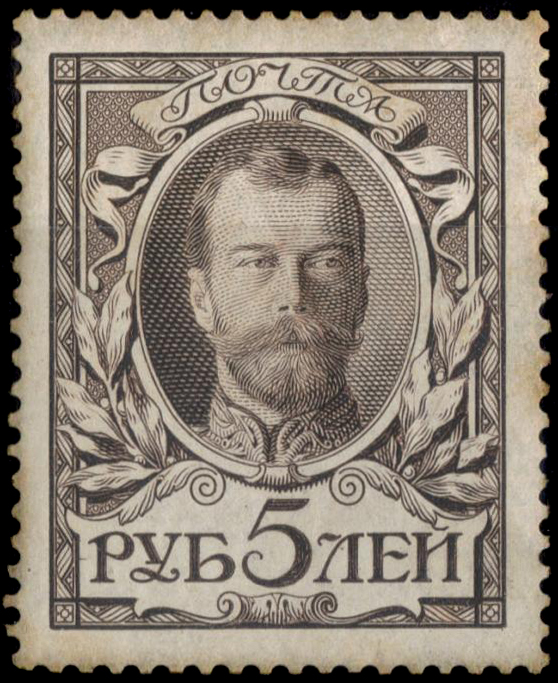
Russisches Kaiserreich, 5 Rubel Nikolaus II. aus der Serie zum 300. Jahrestag der Romanow-Dynastie (1913)
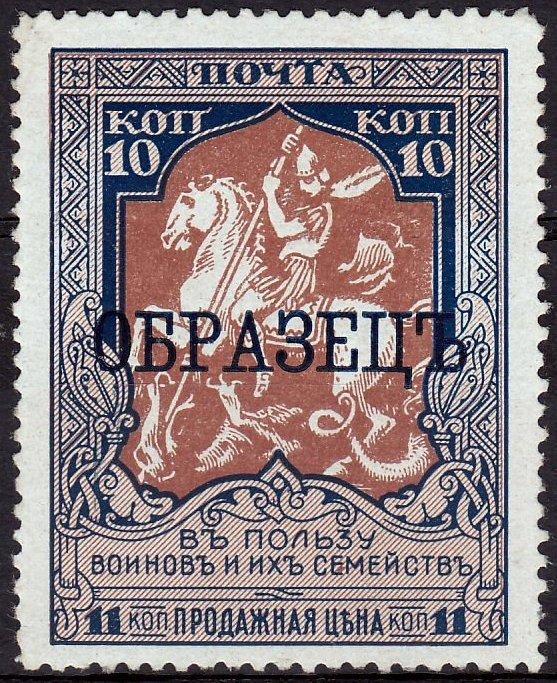
Russisches Kaiserreich, Spendenmarke zu 10 Kopeken für verwaiste Soldatenkinder mit Muster-Aufdruck (1914)
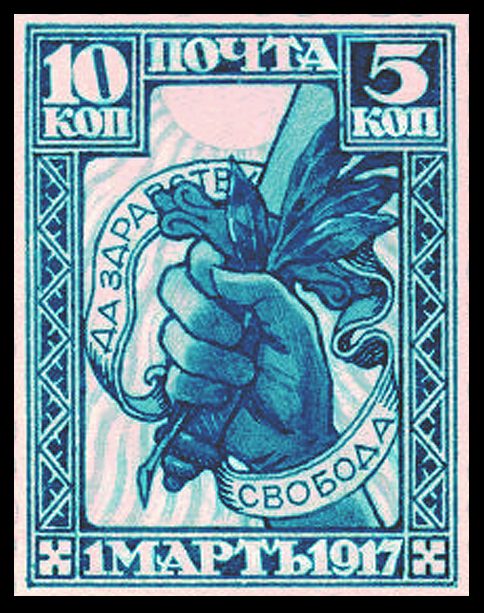
Provisorische Russische Regierung, 10 Kopeken, nicht realisierter Entwurf (1917)
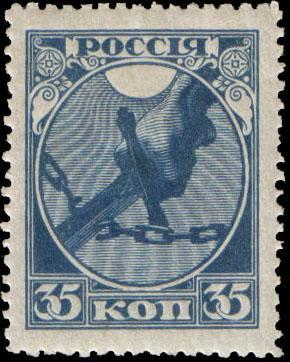
Sowjetunion, 35 Kopeken, erste Briefmarken-Ausgabe (1918)
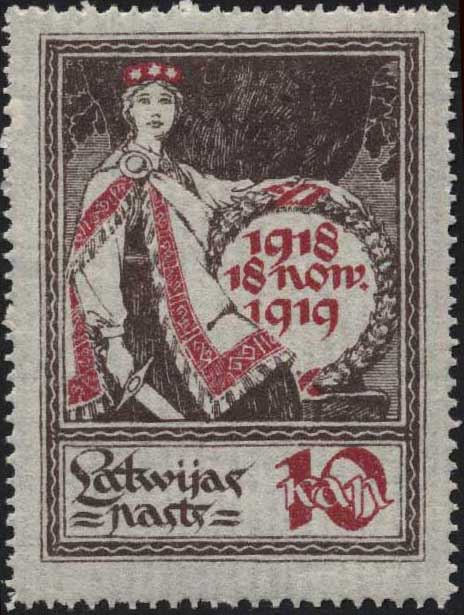
Lettland, 10 Kopeken, Sondermarke zum ersten Jahrestag der Unabhängigkeit (1919)

### Banknoten
Als künstlerischer Leiter der Notendruckereien in Petersburg und Riga war Zariņš mit Entwurf und Herstellung der Banknoten mehrerer Staaten befasst. Dazu gehörten Banknoten des Russischen Kaiserreichs, aber auch die Ausgaben der Russischen provisorischen Regierung 1917 und die Banknoten Lettlands seit der Ausgabe zu 10 Lati im November 1922. Gerade seine Entwürfe für die lettischen Banknoten sind von einer Fülle nationaler Symbole, Anspielungen auf traditionelle Landwirtschaft und moderne Industrie und von Entlehnungen bei der lettischen Volkskunst geprägt.

Banknotenentwürfe von Rihard Zariņš
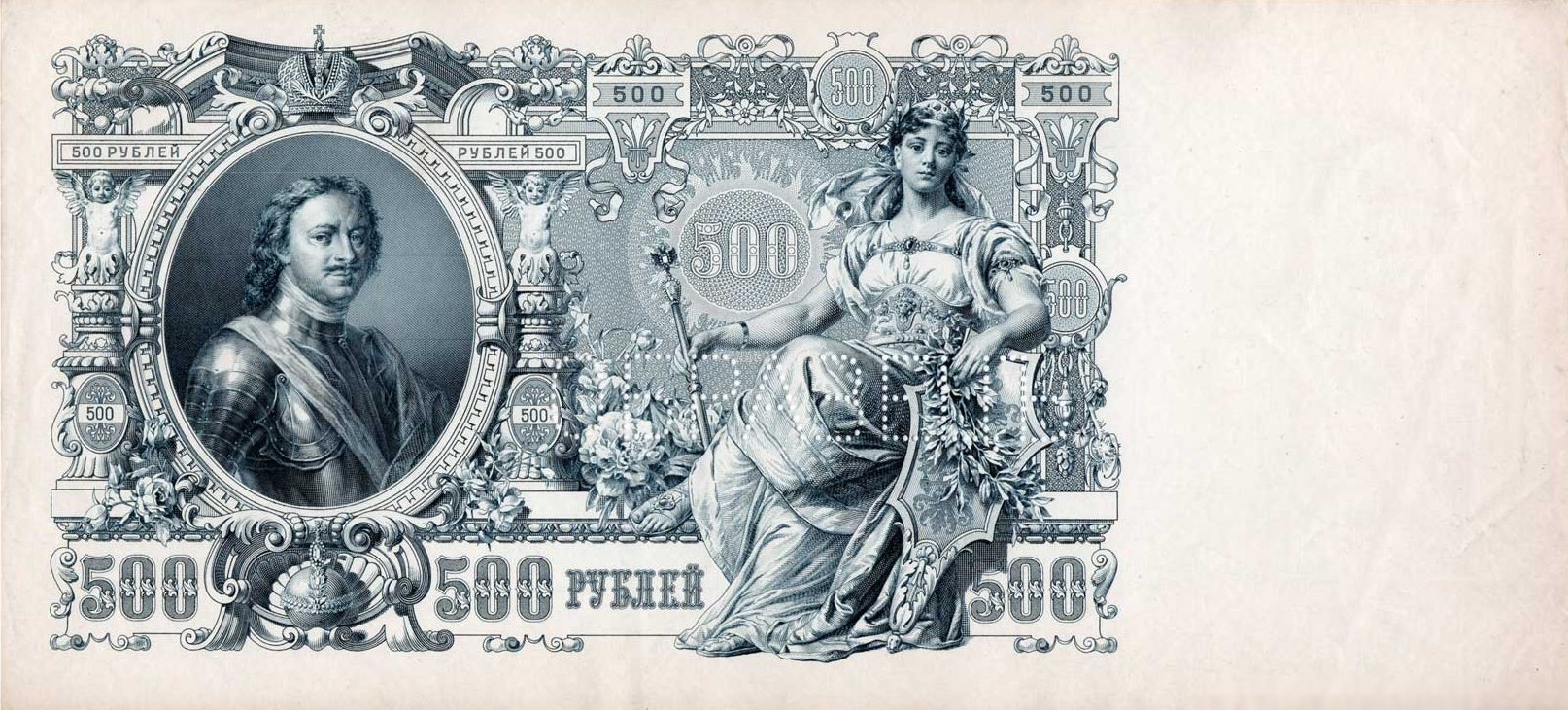
500 Rubel des Russischen Kaiserreichs (1912)
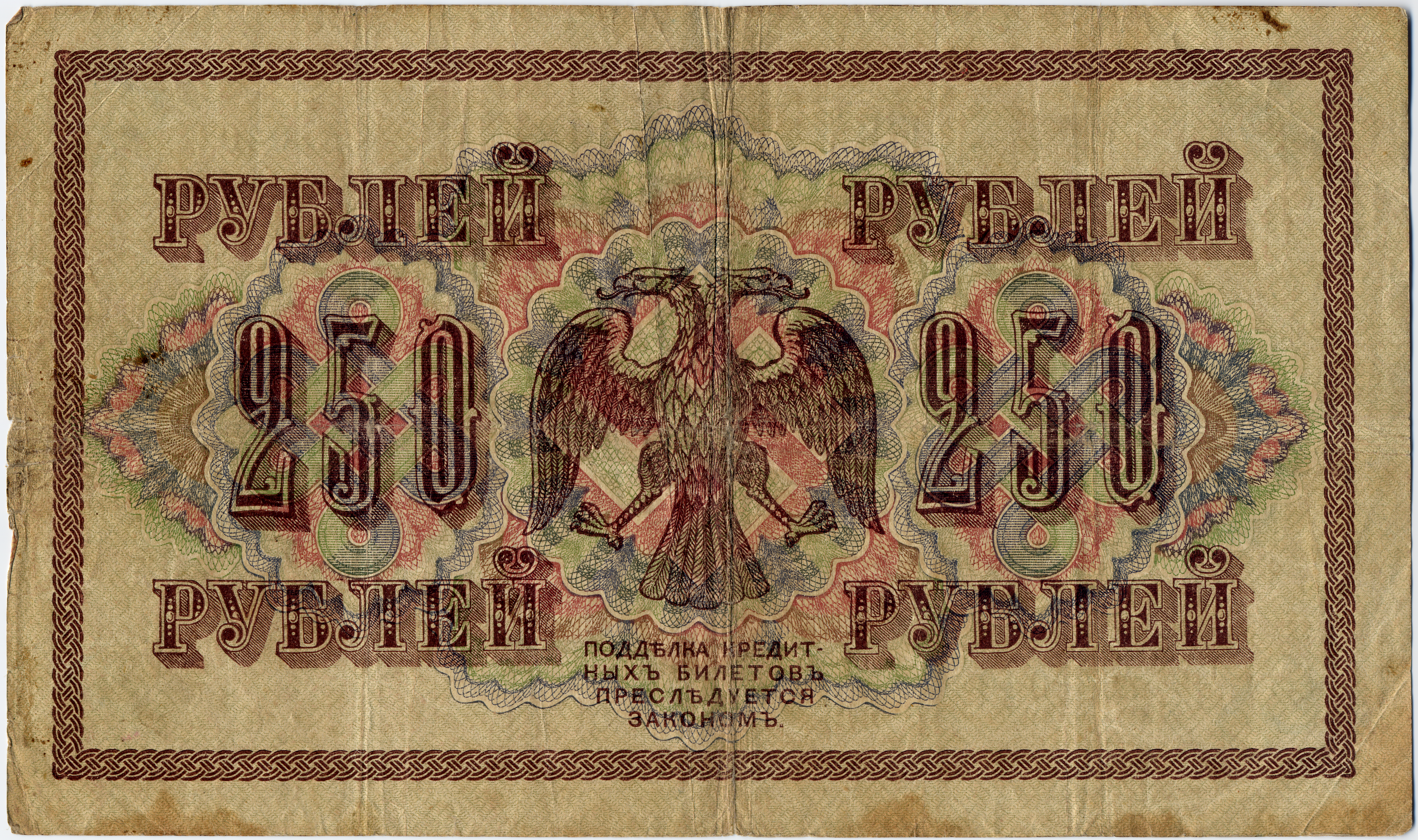
250 Rubel der Russischen provisorischen Regierung (1917)
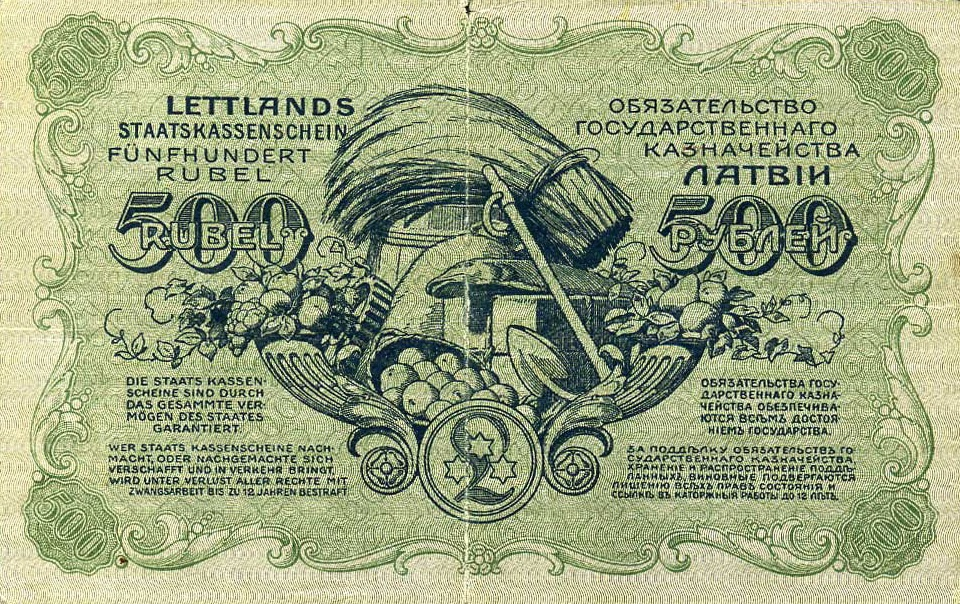
500 Lettische Rubel (1919)
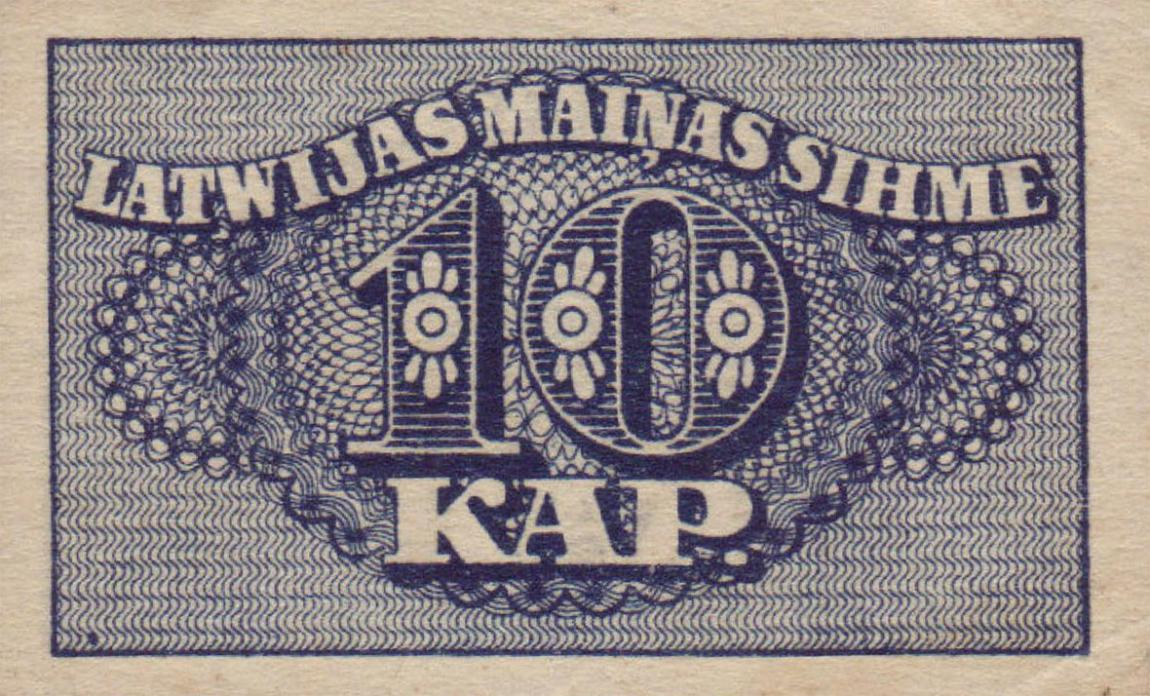
10 Lettische Kopeken (1920)
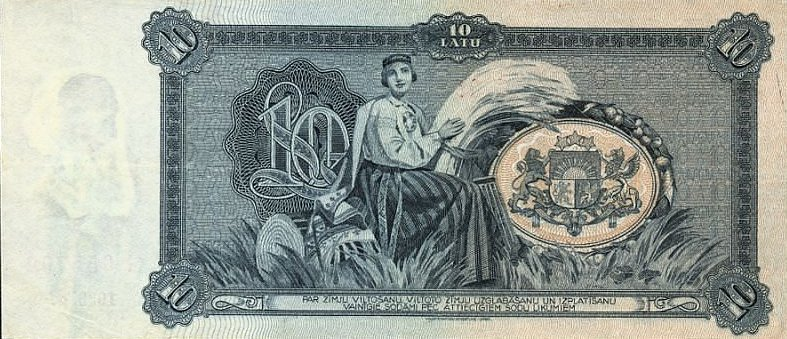
10 Lati (1933) mit Zelma Brauere als Allegorie Lettlands
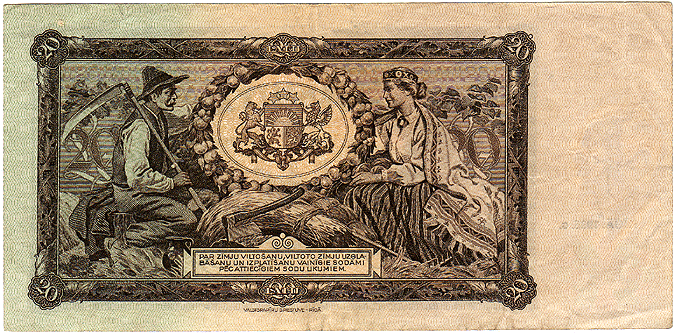
20 Lati (1935)

### Münzen

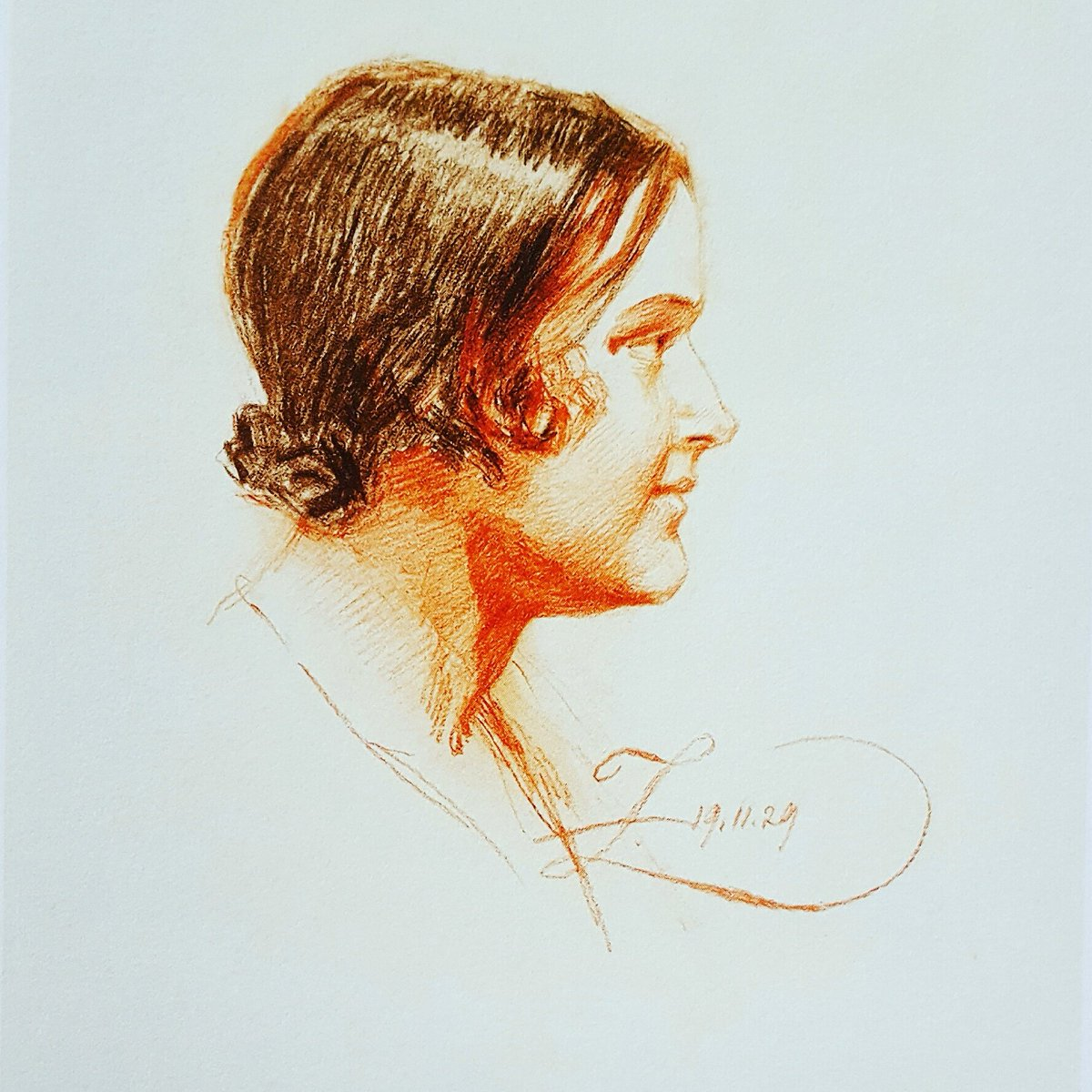
Zelma Brauere, Porträt vom November 1929

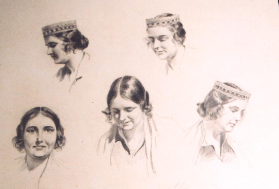
Zelma Brauere, gezeichnet von Rihard Zariņš

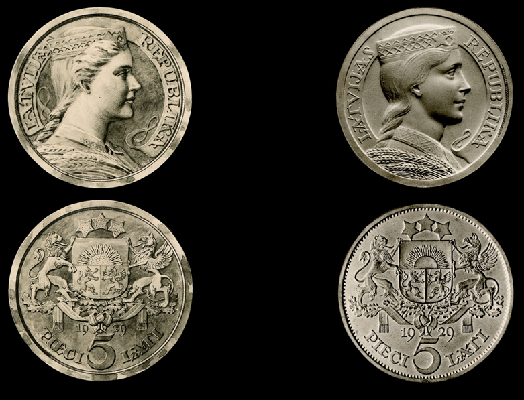
5 Lati, Entwurf von Rihards Zariņš (links) und Form von Percy Metcalfe, Medailleur der Royal Mint in London (rechts)

Die ersten Münzen Lettlands wurden, mit Ausnahme der Stücke zu 1 Lats und 2 Lati, von Rihard Zariņš gestaltet. Seine 1929 entworfene Silbermünze zu 5 Lati wurde in der Londoner Royal Mint geprägt, der Entwurf wurde von dem Medailleur Percy Metcalfe geringfügig überarbeitet, um dem Kopfbild der Lettin in Landestracht eine erhabenere Erscheinung zu geben. Die Münze mit dem großen lettischen Staatswappen auf der Rückseite gilt unter Numismatikern als eine der gelungensten Ausgaben der Münzgeschichte. Mit dieser Münze setzte Zariņš einer Mitarbeiterin der lettischen Staatsdruckerei ein ungewöhnliches Denkmal. Zelma Brauere war als leitende Korrektorin Zariņš’ Untergebene. Sie erschien wiederholt als Modell in lettischer Landestracht auf seinen grafischen Arbeiten, so in seinem mehrbändigen Werk über die lettische Volkskunst und auf Plakaten und Banknoten. Erhaltene private Briefe und einige seiner Widmungen legen eine persönliche Beziehung zwischen Zariņš und Brauere nahe, die aber eine platonische Freundschaft gewesen sein dürfte.
Die Darstellung Braueres als Allegorie Lettlands wurde rasch zu einem Symbol nationaler Identität. Dies um so mehr, als ihre Ausgabe am 23. Dezember 1929 in eine von der Weltwirtschaftskrise und politischen Skandalen geprägte Zeit fiel. Die populären Silbermünzen gelangten kaum in den Umlauf, sondern wurden von den Bürgern einbehalten, in Schmuckschatullen aufbewahrt und an Kinder und Enkel verschenkt. Sie wurden bereits in den 1930er Jahren häufig zu Schmuckstücken wie Broschen und Anhängern umgearbeitet und galten nach den Besetzungen des Landes durch Deutschland und die Sowjetunion wie in der Deportation nach Sibirien und im Exil im Westen als Erkennungszeichen lettischer Patrioten. In den 1980er Jahren, zum Ende der Sowjetunion, wurden derartige Schmuckstücke vermehrt hergestellt und als Zeichen des wiedererwachten nationalen Bewusstseins getragen.
Zariņš’ Entwurf ist in Lettland in jüngerer Zeit wieder aufgegriffen worden, so mit der Bildseite der Banknoten zu 500 Lati von 1992, mit einer Goldmünze zu 5 Lati von 2003 und mit einer Silbermünze zu 5 Lati von 2012. In einer von Guntars Sietiņš überarbeiteten Form, umringt von den zwölf Sternen der Europaflagge, tragen die lettischen Euromünzen zu 1 und 2 Euro Zariņš’ Entwurf auf der Bildseite. Für dieses Motiv hatte sich die lettische Bevölkerung in einer Umfrage mit großer Mehrheit ausgesprochen. Auch auf den Münzen zu 1 Cent bis 5 Cent sind mit dem kleinen und auf denen zu 10 Cent bis 50 Cent mit dem großen Wappen Lettlands Arbeiten von Zariņš abgebildet.

Münzen nach Entwürfen von Rihard Zariņš
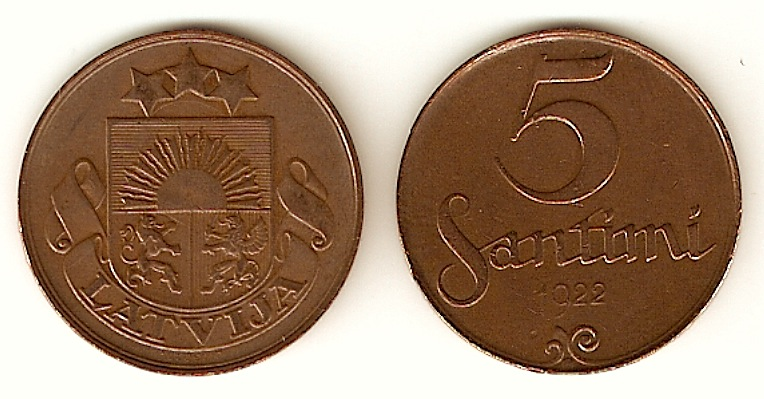
Münze zu 5 Santimi (1922)
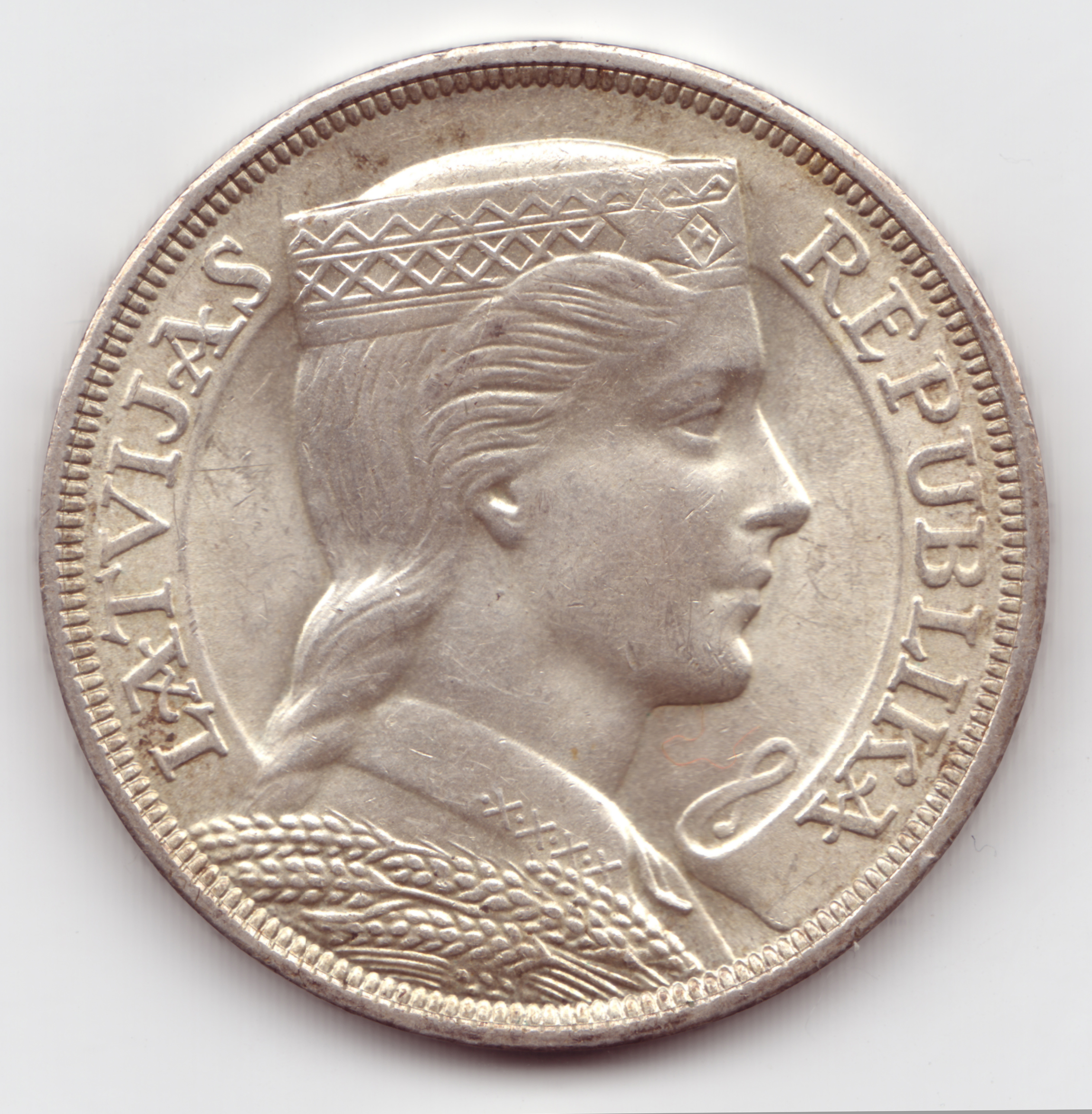
Münze zu 5 Lati, Bildseite (1929–1932)
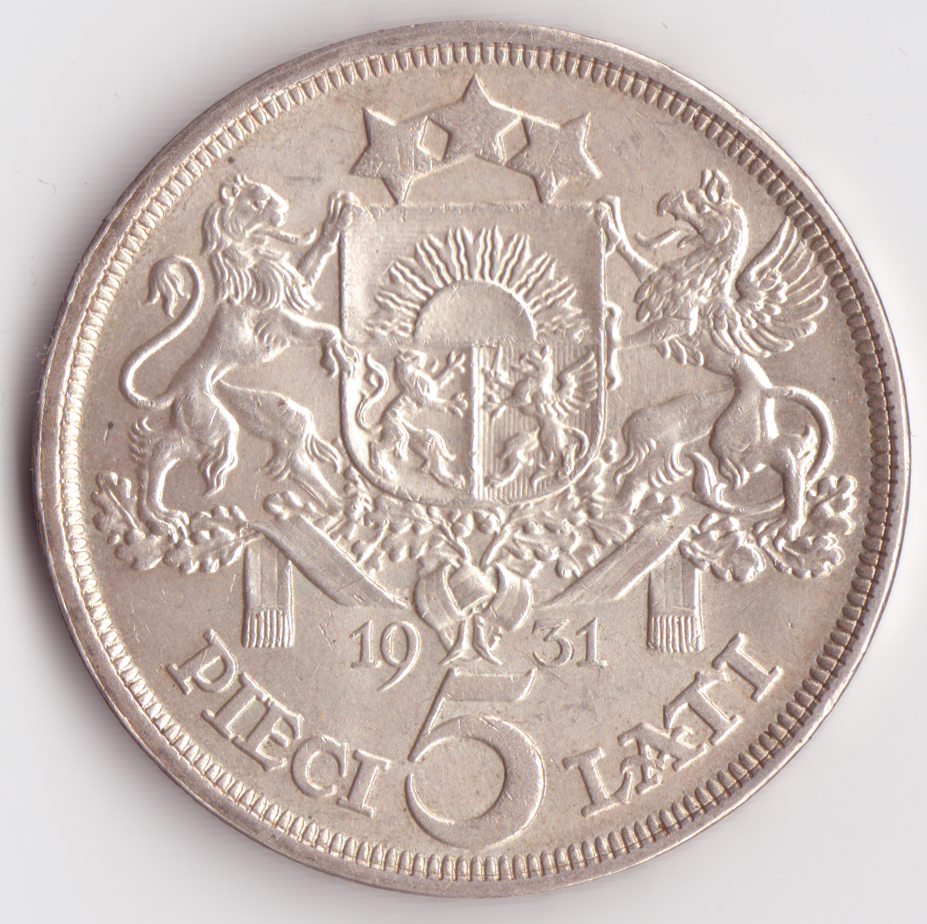
Münze zu 5 Lati, Rückseite (1929–1932)
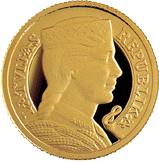
Goldmünze zu 5 Lati (2003)
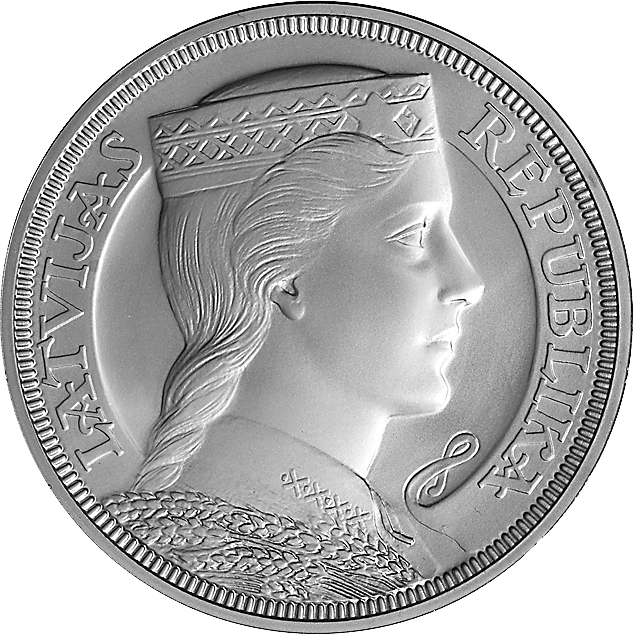
Silbermünze zu 5 Lati (2012)
Lettische Euromünze zu 1 Euro (seit 2014)

### Plakatkunst

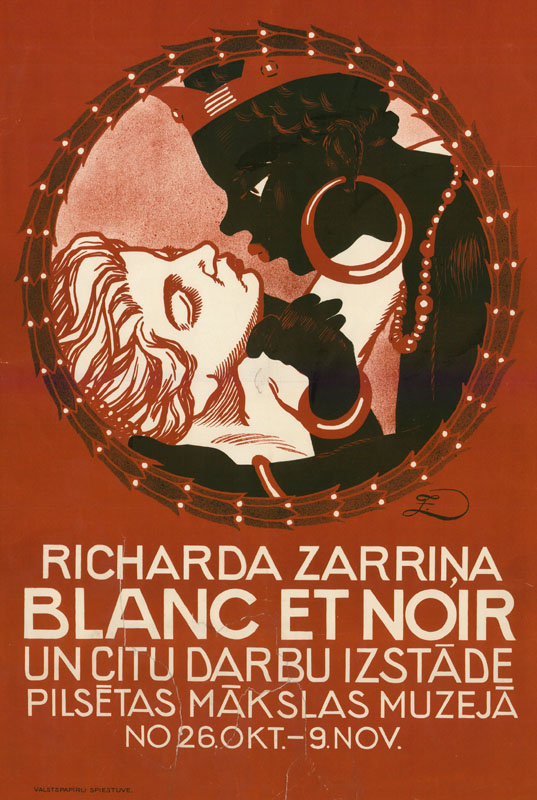
Plakat für die eigene Ausstellung Blanc et Noir im Kunstmuseum der Stadt Riga (1930)

Die von Zariņš entworfenen Plakate zeigen über die Jahrzehnte eine deutliche Entwicklung von einem dem Jugendstil verhafteten Ausdruck zu einer nüchternen und lakonischen Sprache, die aber fast immer den Menschen im Vordergrund zeigt. Dabei macht Zariņš ausgiebig von Attributen wie landwirtschaftlichen, handwerklichen oder industriellen Werkzeugen Gebrauch. Als ausgewiesener lettischer Patriot zeigt er in seinen Wahlplakaten um 1930 deutlich seine Aversion gegen den Kommunismus des sowjetischen Nachbarn.

Plakate von Rihard Zariņš
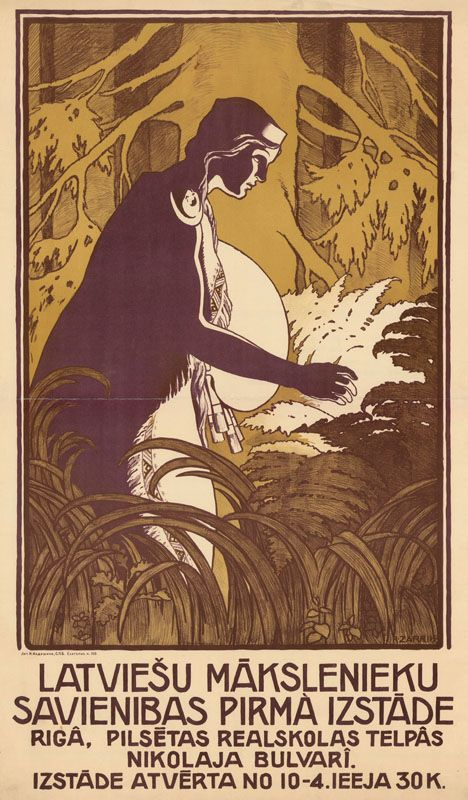
Plakat zu ersten lettischen Kunstausstellung (1910)
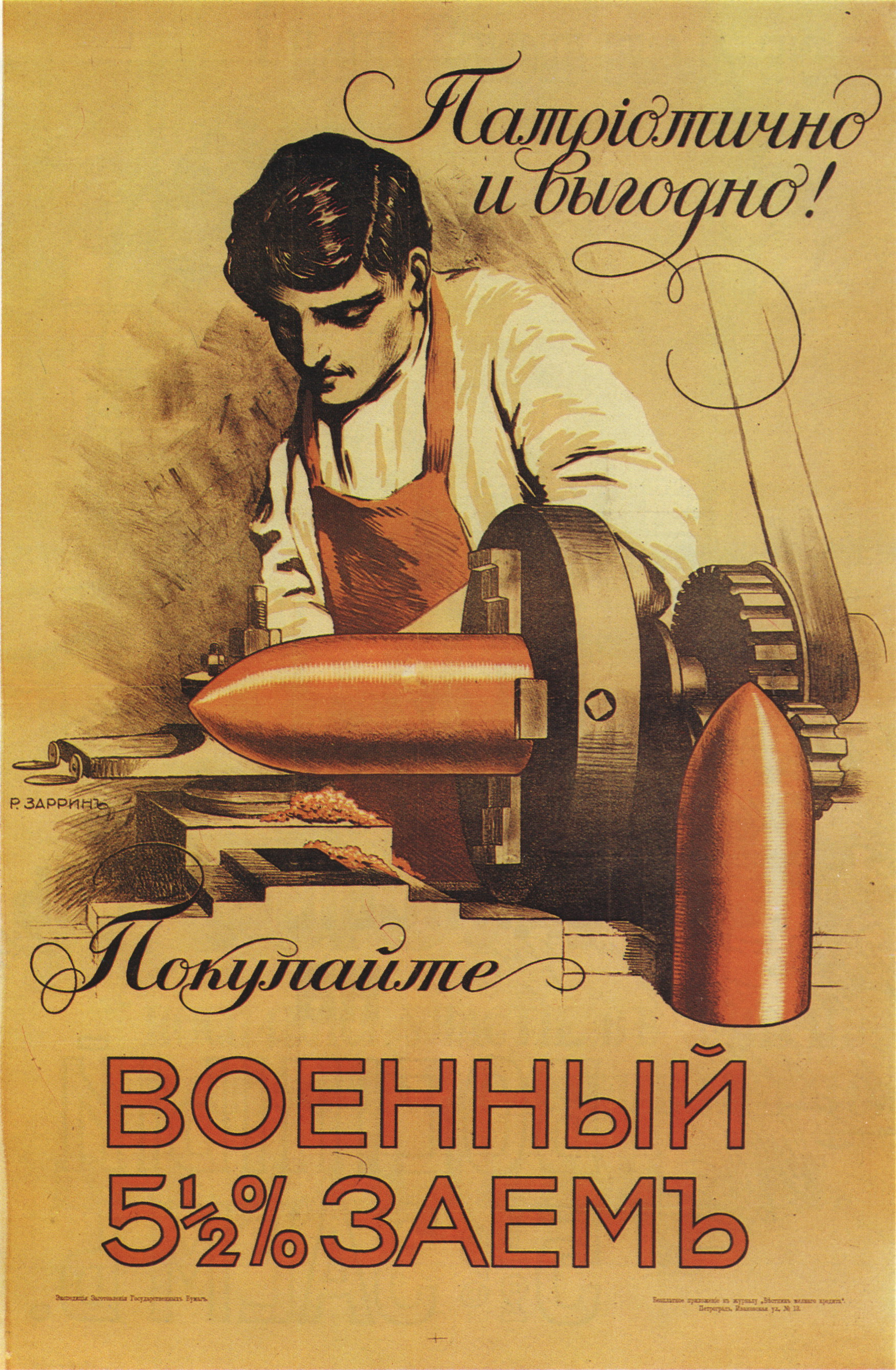
Russisches Propaganda-Plakat des Ersten Weltkriegs: Patriotisch und wirtschaftlich, kauft Kriegsanleihen (1916)
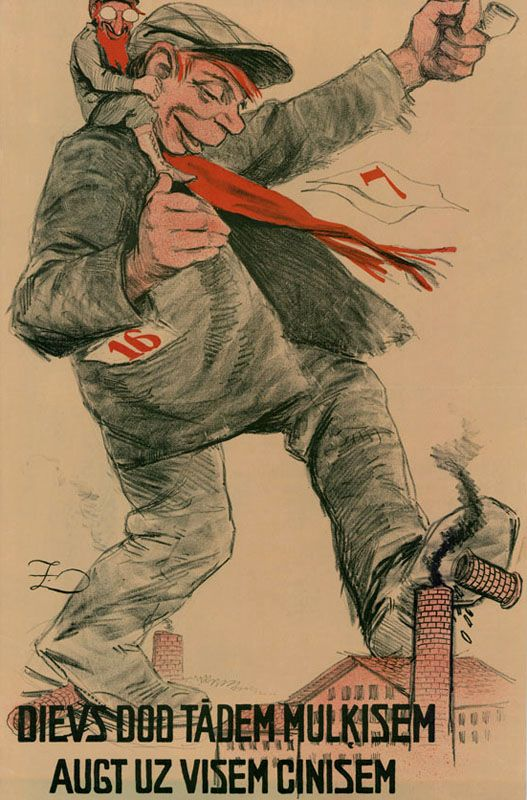
Politisches Plakat: Gott gibt diesen Narren Zuwachs bei allen Zynikern (1920)
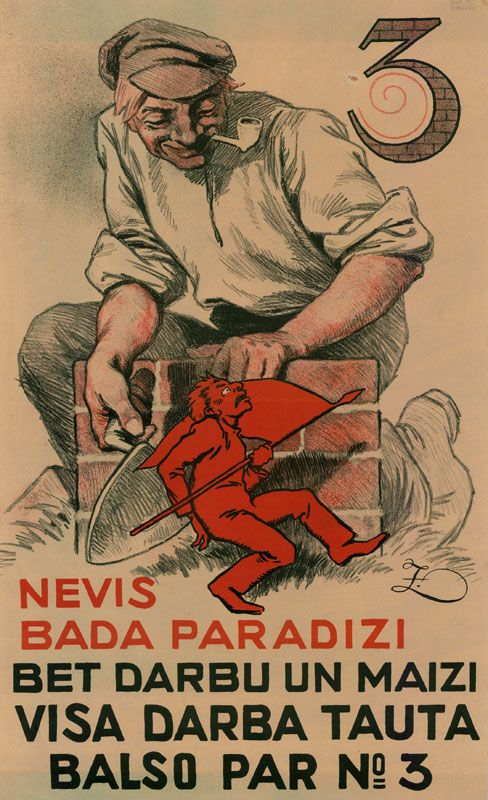
Wahlplakat für „Arbeit und Brot“ statt der Verlockung des (roten) Paradieses (1930)
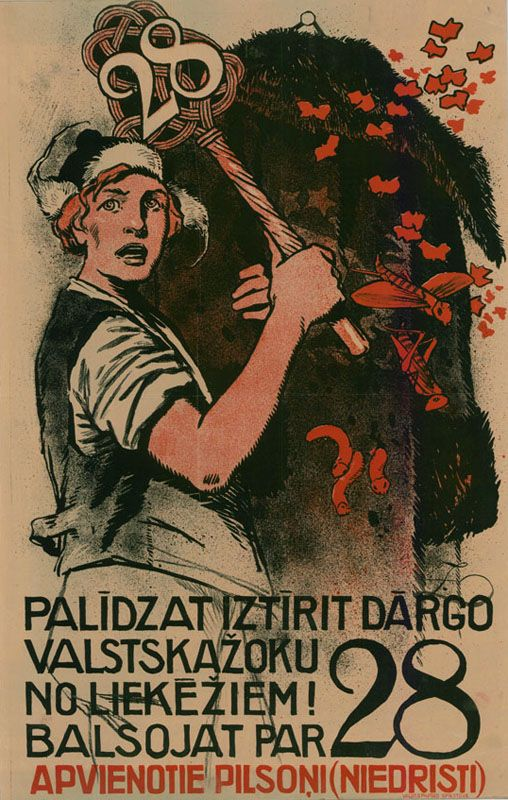
Wahlplakat mit Diffamierung als „rotes“ Ungeziefer (1930)
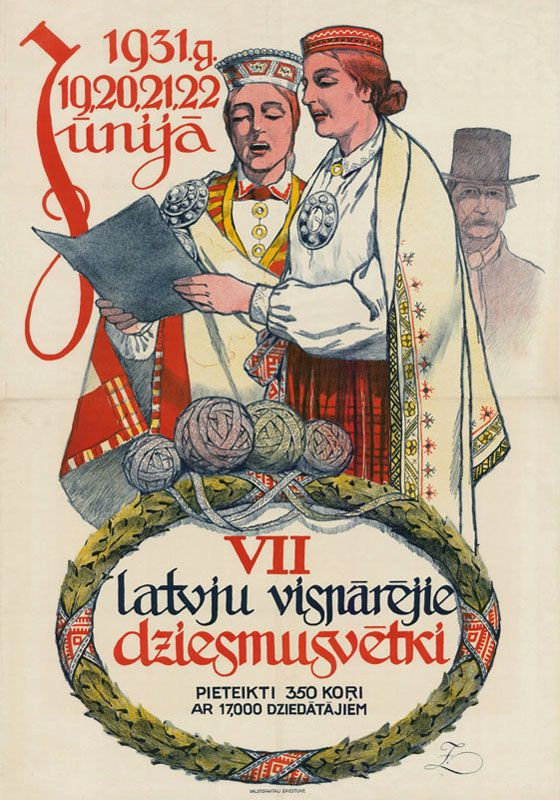
Ankündigungsplakat für das Lettische Liederfest (1931)

## Lettischer Volkskundler

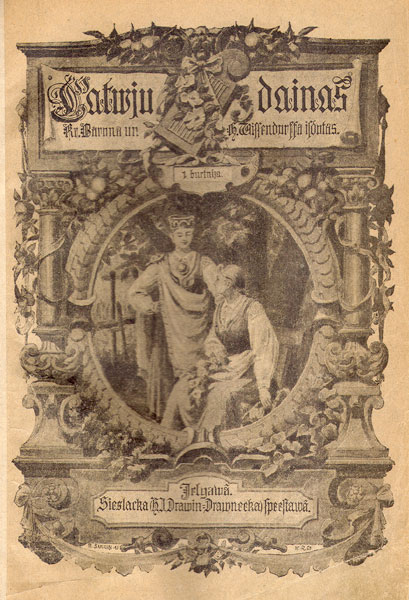
Titel des ersten Bands von Latvju dainas (1894)

Zariņš sammelte bereits im Auftrag der Regierung des Russischen Kaiserreichs in ganz Lettland Zeugnisse der lettischen Volkskunst, immaterielle Güter wie Lieder und Märchen, aber auch gegenständliche Zeugnisse wie Kleidung und Haushaltsgegenstände. Er entwarf das Titelbild des 1894 erschienenen ersten Bands von Latvju dainu, einer Sammlung lettischer Dainas. Die von ihm mit Ludolfs Liberts herausgegebene Sammlung Latvju raksti (deutsch: Lettische Ornamente) ist ein Standardwerk der lettischen Volkskunst und erschien von 1924 bis 1931 in drei Bänden, die seither wiederholt nachgedruckt wurden.

## Privates
Rihards Zariņš war seit 1897 mit Eva Sundblad verheiratet, einer schwedischen Gesangsstudentin, die er während seiner Auslandsstudien in Wien kennengelernt hatte. Das Paar hatte vier Kinder.
Aufgrund eines Schlaganfalls konnte Zariņš während seiner letzten Lebensjahre nicht mehr sprechen, zeichnete jedoch bis an sein Lebensende. Er starb am 21. April 1939 und wurde auf dem Waldfriedhof Riga (Rīgas Meža kapi) beigesetzt.
Originale von Zariņš befinden sich in Riga im Lettischen Nationalen Kunstmuseum und im Museum des Rigaer Künstlerverbandes, in Sankt Petersburg im Russischen Museum und in der Sammlung der Russischen Kunstakademie und in privaten Sammlungen.

## Ausstellungen (Auswahl)
- Ausstellung Blanc et Noir im Kunstmuseum der Stadt Riga (1930)
- Zum 100. Geburtstag Zariņš wurde in Riga eine Gedenkausstellung organisiert, zu der auch ein Katalog erschien (1969).
- In seiner Schule in Daugavpils ist ein Raum als Schulmuseum mit einer Zariņš gewidmeten ständigen Ausstellung eingerichtet.

## Auszeichnungen
- Komturkreuz des Drei-Sterne-Ordens (1926);
- Komturkreuz des Wasaordens (1926).[6]